# Binningen
Binningen (baseldeutsch: Binnige [ˈbɪniɡə]) ist eine politische Gemeinde im Bezirk Arlesheim des Kantons Basel-Landschaft in der Schweiz.
Die an Basel grenzende Gemeinde ist aufgrund ihrer landschaftlichen Integrität und stadtnahen Lage vor allem auch als Wohn- und Villenvorort beliebt. Die Gemeinde zählt nach dem mittleren steuerbaren Einkommen zu den wohlhabendsten Gemeinden des Kantons Basel-Landschaft.

## Geographie

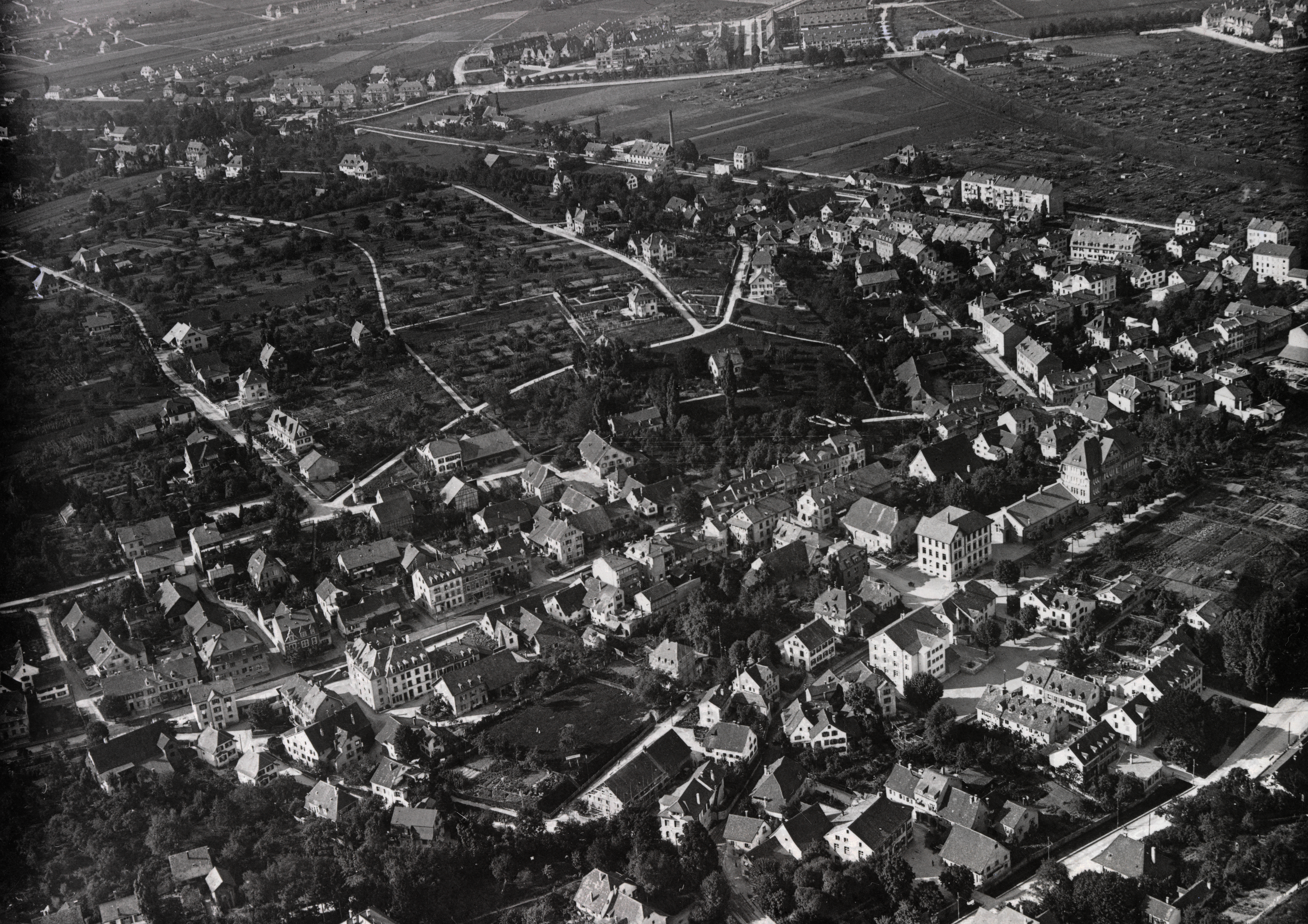
Historisches Luftbild aus 300 m von Walter Mittelholzer von 1925

Binningen liegt im Leimental auf 292 m ü. M. und liegt als letzte Gemeinde am Fluss Birsig, bevor dieser in Basel in den Rhein mündet. Seine Nachbargemeinden sind im Süden Bottmingen, im Südwesten Oberwil, im Westen Allschwil und im Norden und Osten die Stadt Basel. Binningen hat einen engen Kontakt zur Stadt und ist beliebt als Wohngegend. Die Fläche des Gemeindegebiets beträgt 4,46 km², davon sind 72 % Siedlungen, 21 % Landwirtschaftszonen und 7 % Wald.

### Klima
Die Jahresmitteltemperatur für die Normalperiode 1991–2020 beträgt 10,9 °C, wobei im Januar mit 2,1 °C die kältesten und im Juli mit 20,2 °C die wärmsten Monatsmitteltemperaturen gemessen werden. Im Mittel sind hier rund 60 Frosttage und 10 bis 11 Eistage zu erwarten. Sommertage gibt es im Jahresmittel rund 59, während normalerweise 14 Hitzetage zu verzeichnen sind. Die Wetterstation von MeteoSchweiz liegt auf einer Höhe von 316 m ü. M.
|                        | Jan  | Feb  | Mär  | Apr  | Mai  | Jun  | Jul  | Aug  | Sep  | Okt  | Nov  | Dez  |   |       |
| Mittl. Temperatur (°C) | 2,2  | 3,2  | 7,0  | 10,7 | 14,6 | 18,2 | 20,2 | 19,7 | 15,4 | 11,1 | 6,0  | 2,9  | ⌀ | 11    |
| Mittl. Tagesmax. (°C)  | 5,1  | 7,1  | 11,8 | 16,2 | 20,0 | 23,7 | 25,8 | 25,3 | 20,7 | 15,4 | 9,2  | 5,7  | ⌀ | 15,5  |
| Mittl. Tagesmin. (°C)  | −0,5 | −0,1 | 2,6  | 5,5  | 9,5  | 13,1 | 14,9 | 14,8 | 11,0 | 7,6  | 3,2  | 0,4  | ⌀ | 6,9   |
|                        |      |      |      |      |      |      |      |      |      |      |      |      |   |       |
| Niederschlag (mm)      | 48   | 45   | 50   | 64   | 98   | 87   | 89   | 88   | 70   | 74   | 65   | 65   | Σ | 843   |
|                        |      |      |      |      |      |      |      |      |      |      |      |      |   |       |
| Sonnenstunden (h/d)    | 2,1  | 3,0  | 4,4  | 5,6  | 6,0  | 7,1  | 7,6  | 7,0  | 5,3  | 3,5  | 2,2  | 1,7  | ⌀ | 4,6   |
|                        |      |      |      |      |      |      |      |      |      |      |      |      |   |       |
| Regentage (d)          | 9,1  | 8,4  | 8,9  | 9,3  | 11,7 | 10,6 | 10,1 | 10,2 | 8,5  | 10,4 | 10,0 | 11,0 | Σ | 118,2 |
|                        |      |      |      |      |      |      |      |      |      |      |      |      |   |       |
| Luftfeuchtigkeit (%)   | 81   | 76   | 69   | 67   | 71   | 70   | 68   | 71   | 77   | 82   | 83   | 82   | ⌀ | 74,7  |

| −0,5 |

| −0,1 |

| 2,6 |

| 5,5 |

| 9,5 |

| 13,1 |

| 14,9 |

| 14,8 |

| 11,0 |

| 7,6 |

| 3,2 |

| 0,4 |

| −0,5 |

| −0,1 |

| 2,6 |

| 5,5 |

| 9,5 |

| 13,1 |

| 14,9 |

| 14,8 |

| 11,0 |

| 7,6 |

| 3,2 |

| 0,4 |

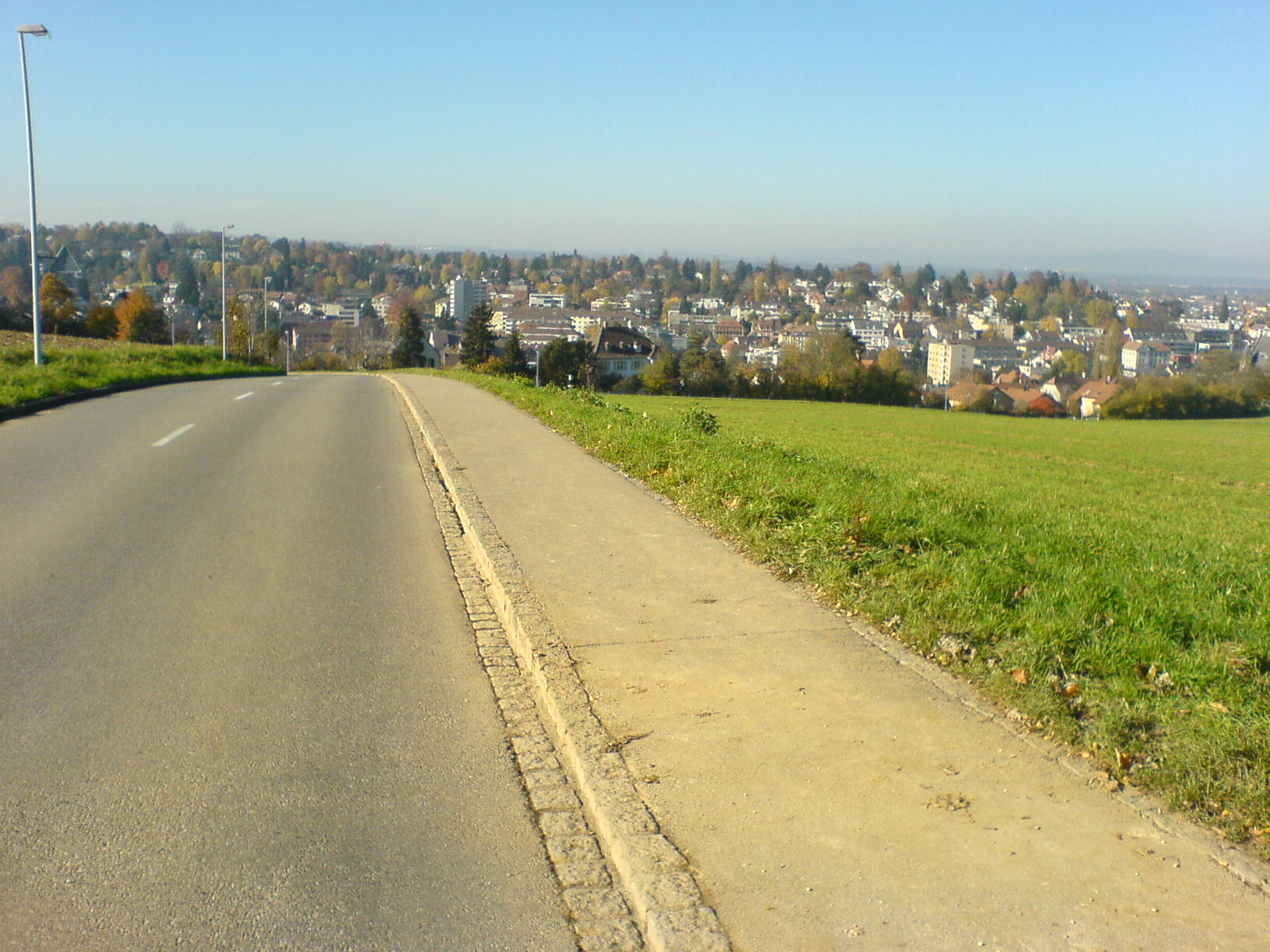
Aussicht auf die Gemeinde Binningen
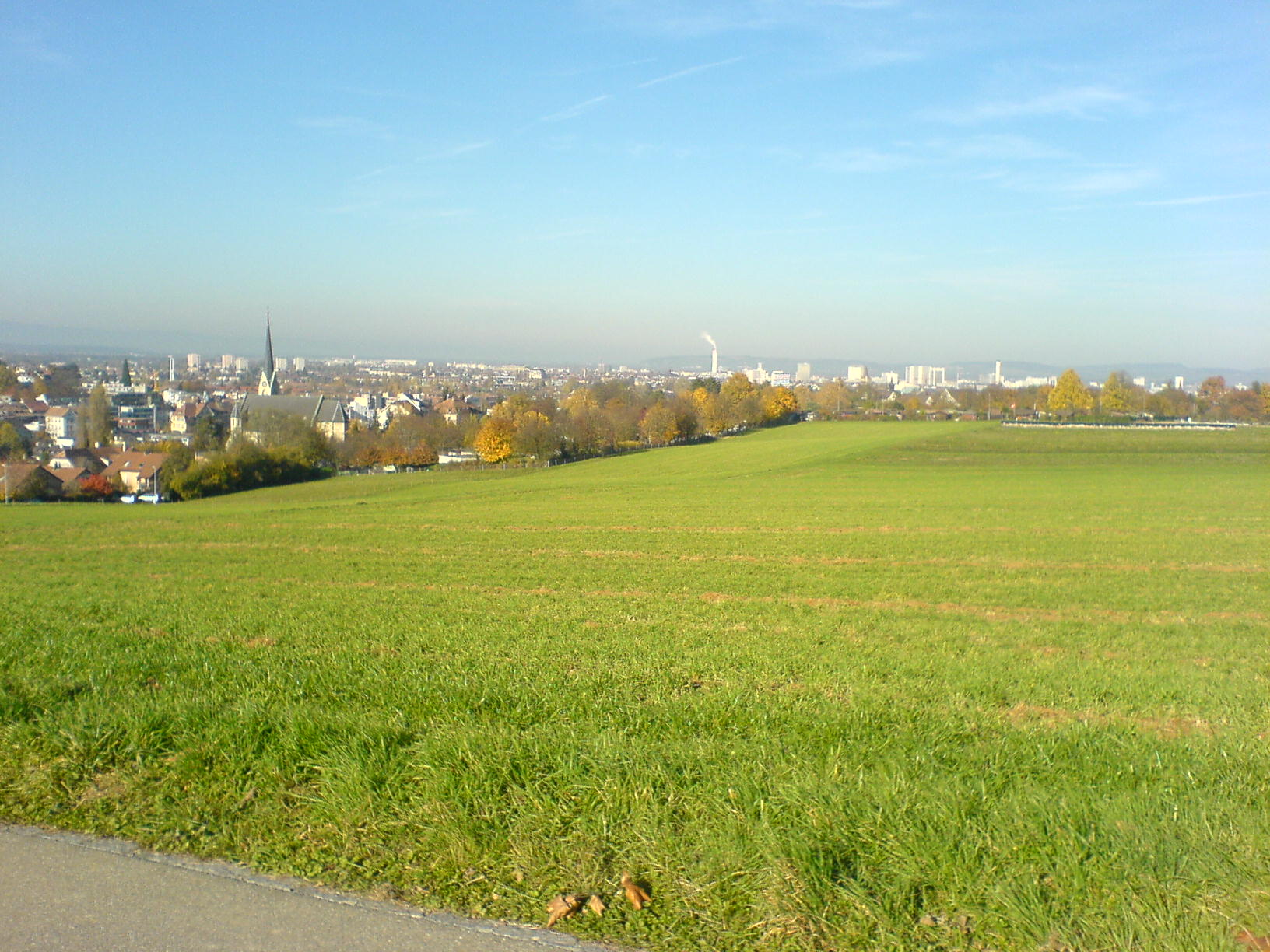
Aussicht auf die Gemeinde Binningen, im Hintergrund Basel

## Geschichte
Zwischen dem 11. und dem 14. Jahrhundert tauchte der Name der Gemeinde in verschiedenen Varianten auf, z. B. als «Binnengin» oder als «Biningin». Im Jahre 2004 feierte Binningen die älteste erhaltene Nennung des Ortsnamens in einer Urkunde aus dem Jahre 1004 mit einem grossen Fest unter dem Motto: «Botz 1000».

## Wappen
Blasonierung
Auf silbernem Grund schwarzer Pfahl mit drei silbernen Sternen
Das Gemeindewappen geht auf ein von 1292 bis 1300 bezeugtes Familienwappen der Basler Familie «von Binningen» zurück, das im Jahre 1921 von der Gemeinde übernommen wurde.

## Bevölkerung
20 % der Bevölkerung sind reformiert und 16 % römisch-katholisch. Der Ausländeranteil beträgt 30,3 % (Stand: 31. Dezember 2024).
| Jahr      | 1585 | 1774 | 1815 | 1850  | 1900  | 1950  | 1970   | 1980   | 1990   | 2000   | 2005   | 2008   | 2011   | 2016   | 2023   |
| --------- | ---- | ---- | ---- | ----- | ----- | ----- | ------ | ------ | ------ | ------ | ------ | ------ | ------ | ------ | ------ |
| Einwohner | 25   | 325  | 627  | 1'229 | 5'135 | 7'846 | 15'344 | 14'462 | 14'285 | 13'848 | 14'400 | 14'533 | 14'843 | 15'391 | 15'664 |

## Politik

### Gemeindepolitik

#### Einwohnerrat
- Grüne: 5
- GLP: 5
- SP: 9
- EVP: 1
- Mitte: 2
- FDP: 11
- SVP: 7

Der Einwohnerrat als oberste gesetzgebende Instanz der Einwohnergemeinde umfasst 40 Mitglieder, die auf jeweils vier Jahre gewählt werden. In der Wahlperiode 2024–2028 setzt er sich wie folgt zusammen:
| Partei | FDP | SP | SVP | Grüne | GLP | Mitte | EVP |
| Sitze  | 11  | 9  | 7   | 5     | 5   | 2     | 1   |

#### Gemeinderat
Der Gemeinderat als planende, leitende und vollziehende Instanz der Einwohnergemeinde besteht aus sieben Mitgliedern und wird für die Dauer von vier Jahren gewählt. Für die Wahlperiode 2024–2028 gehören ihm drei Mitglieder der SP, zwei der FDP und je eines der Grünen und der Mitte an. Gemeindepräsidentin ist Caroline Rietschi.

### Nationale Wahlen
Bei den Schweizer Parlamentswahlen 2023 betrugen die Wähleranteile in Binningen: SP 26,2 % (2019 20,8 %), SVP 21,0 % (19,3 %), FDP 19,9 % (22,8 %), Mitte 10,8 % (9,7 %), Grüne 10,3 % (18,2 %), GLP 8,5 % (6,9 %), EVP 2,2 % (2,2 %), EDU 0,3 % (–).

### Partnerschaften
Binningen pflegte von 1993 bis 2010 freundschaftliche Beziehungen zur Stadt Kaluga in Russland. Mit der Schweizer Gemeinde Soubey im Clos du Doubs (Kanton Jura) besteht eine partnerschaftliche Beziehung. Die Patenschaft mit der Gemeinde Duvin in Graubünden besteht seit deren Fusion mit 12 anderen Gemeinden nicht mehr.

## Sehenswürdigkeiten
- Schloss Binningen, ehemaliges Weiherschloss, das im 13. Jahrhundert erbaut wurde, gehört der Einwohnergemeinde und ist seit 1870 eine Gastwirtschaft
- Kirche zu St. Margarethen auf dem Margarethenhügel[13] mit Friedhof Sankt Margarethen
- Holeeschlösschen von 1550
- Gasthof «Neubad», ehemaliges Badehaus aus dem Jahre 1765
- Ortsmuseum
- Monteverdi Car Collection, grösstes Schweizer Automobilmuseum in den früheren Fabrikationsräumen an der Oberwilerstrasse (wurde Ende 2016 geschlossen)
- LEbrickGO Museum Binningen, das einzige Museum im deutschsprachigen Raum Europas mit einer einzigartigen und ausgebreiteten Sammlung von LEGO® Sets.

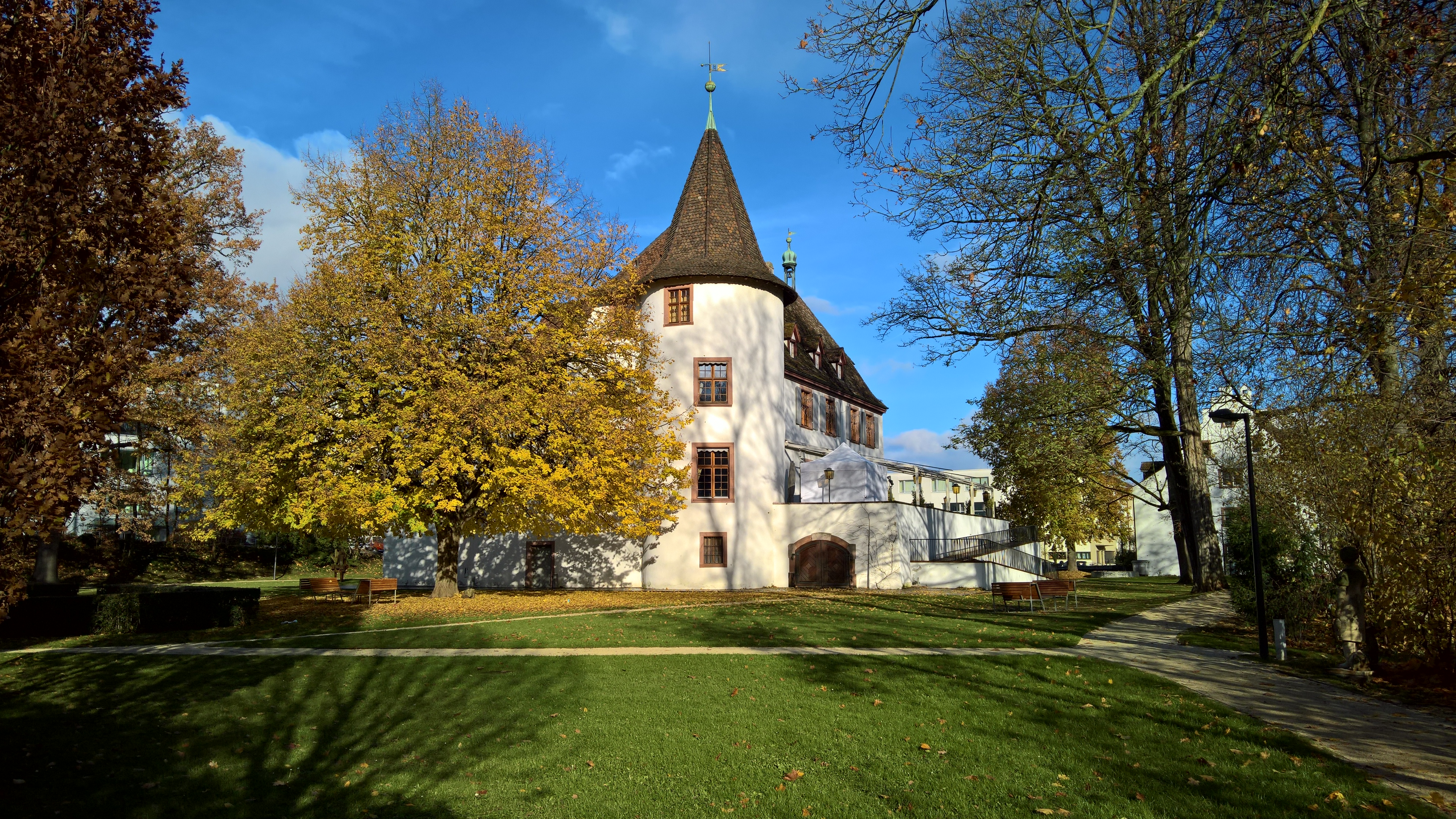
Schloss Binningen von der Südseite 2017
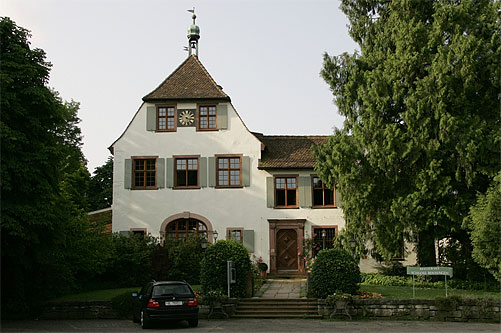
Restaurant Schloss Binningen im Jahre 2006
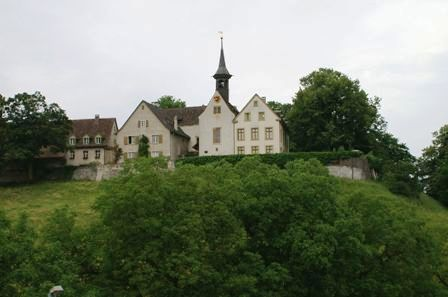
Margarethen-Kirche Binningen

## Kultur
Die Kunstausstellung Arte-Binningen gibt es seit 1992. Sie findet jeden Herbst statt und hat sich von lokal geprägten Anfängen zu einer Ausstellung mit internationaler Beteiligung und themenbezogenen Sonderausstellungen entwickelt.

## Öffentlicher Verkehr

### Tram

#### Linie 10
Die Tramlinie 10, betrieben durch die Baselland Transport AG, fährt zwischen Rodersdorf, Station und Dornach, Bahnhof u. a. via Basel SBB und erschliesst in Binningen die Quartiere Waldeck/Bruderholz, Dorf/Hauptstrasse und Mühlematt/Schafmatt. Zwischen den Haltestellen Schloss und Kronenplatz liegen rund 300 Meter, entsprechend ist ein Umstieg zwischen den Haltestellen zu den anderen Linien möglich.

##### Geschichte
Am 3. Oktober 1887 eröffnete die Birsigthalbahn-Gesellschaft den ersten Abschnitt der Bahnstrecke Basel–Rodersdorf und erschloss damit Binningen östlich des Dorfes. Nach der Zusammenlegung der Vorortsbahnen zur Baselland Transport AG im Jahr 1974 und im Hinblick auf die Einführung eines Verbundtarifs erhielt die ehemalige Birsigtalbahn die Liniennummer 17.
1986 wurden die bestehenden Tramlinien 10 (Bahnstrecke Basel–Dornach) und 17 zusammengelegt und die neue Tramlinie 10 geschaffen.

#### Linie 2
Die Tramlinie 2, betrieben durch die Basler Verkehrs-Betriebe, fährt zwischen Eglisee bzw. Fondation Beyeler und Binningen, Kronenplatz und erschliesst in Binningen die Quartiere Dorenbach, Dorf/Hauptstrasse, Neusatz, Spiegelfeld und Mühlematt/Schafmatt. Am Kronenplatz besteht die Möglichkeit für den Umstieg auf die Buslinien 34 und 61.

##### Geschichte
Am 1. September 1934 eröffnete die neue Tramstrecke von Basel SBB nach Binningen (Kronenplatz). Von 1934 bis 1945 sowie von 1951 bis 1985 bediente die Tramlinie 7 diese Strecke, dazwischen während gut 6 Jahren die Tramlinie 4. 1985 führte man die Strecke wegen Bauarbeiten am Dorenbachviadukt ein Jahr lang mit Bahnersatzbussen. Um einer Überlastung durch die Zusammenlegung der Linien 10 und 17 und die Einführung der neuen Einsatzlinie 17 aus dem Leimental entgegenzuwirken, wurde die Linie 7 eingestellt und die Linie 2 dafür nach Binningen verlängert.

### Bus

#### Linie 34
Die Buslinie 34, betrieben durch die Basler Verkehrs-Betriebe, fährt zwischen Riehen, Bahnhof und Bottmingen, Schloss und erschliesst in Binningen die Quartiere Dorenbach, Dorf/Hauptstrasse, Neusatz, Spiegelfeld und Mühlematt/Schafmatt. Am Kronenplatz besteht die Möglichkeit für den Umstieg auf die Tramlinie 2 oder die Buslinie 61.
Zwischen 1972 und 2000 wurde die Strecke durch die Buslinie 37 der Basler Verkehrs-Betriebe bedient.

#### Linie 61
Die Buslinie 61, betrieben durch die Baselland Transport AG, fährt zwischen Allschwil, Friedhof und Oberwil, Zentrum und erschliesst in Binningen die Quartiere Meiriacker/Holzmatt, Neusatz, Spiegelfeld und Drissel. Am Kronenplatz besteht die Möglichkeit für den Umstieg auf die Tramlinie 2 oder die Buslinie 34.

#### Linie 47
Die Buslinie 47, betrieben durch die Baselland Transport AG, fährt zwischen Bottmingen, Schloss und Muttenz, Bahnhof und erschliesst das auf Binninger Boden liegende Kantonsspital Bruderholz. Die Buslinie wurde erst im Jahr 2009 eingerichtet und wird durch die Baselland Transport betrieben.

## Sport
Die Sportanlagen Spiegelfeld bieten eine Dreifachsporthalle, ein Hallenbad, Fussballfelder und verschiedene Nebenanlagen wie Beachvolleyball-Court, Boule-Bahn, Finnenbahn, Laufbahn, Hartplatz, Tennenplatz etc. Ausserdem gibt es ein Restaurant.
Viele Vereine bieten Sportmöglichkeiten an. Der «SC Binningen» ist der wohl bekannteste Fussballverein des Leimentals.
Der Handballclub «HB Blau Boys Binningen» gehört zusammen mit den Partnervereinen aus Oberwil und Therwil zu den grössten Vereinen der Nordwestschweiz. Unter dem Label HSG Leimental sind dabei die interregionalen Teams aufgeführt. Auch die Leichtathletik-Riege Binningen bietet Trainings an.

## Persönlichkeiten
- Friedrich Salathé (1793–1858), Zeichner, Graphiker und Maler
- Jonas Breitenstein (1828–1877), Pfarrer, Armenhelfer und Schriftsteller, 1852–1870 Pfarrer in Binningen
- Gustav Adolf Seiler (1848–1936), Lehrer, Dialektologe und Turner, in Binningen geboren
- Ernst Breitenstein (1857–1929), Maler, in Binningen geboren
- Otto Meyer (1879–1943), Bildhauer und Kunstpädagoge, in Binningen geboren
- Emanuel Baron von der Pahlen (1882–1952), Astronom, Familiengrab auf dem Friedhof St. Margarethen Nord
- Curt Goetz (1888–1960), Schauspieler, Schriftsteller, Drehbuchautor und Regisseur; nannte seine Autobiografie «Die Memoiren des Peterhans von Binningen».
- Johann Surbeck (1892–1956), Schweizer Buchdrucker und Politiker
- Willy Ackermann (1896–1973), Schauspieler, Operettenbuffo und Kabarettist, in Binningen geboren
- Otto Brunner (1896–1973), Kommunist und Bataillonskommandeur im Spanischen Bürgerkrieg, in Binningen geboren
- Otto Abt (1903–1982), Maler, in Binningen geboren
- Wilhelm Becker (1907–1996), deutscher Astronom und ordentlicher Professor für Astronomie in Basel, lebte und starb in Binningen
- Heinz Sutter (1907–1987), Maler und Lehrer, in Binningen geboren
- Ernst Baldinger (1911–1970), Physiker
- Hans Krattiger (1914–1993), Theologe, Redakteur, Dichter, Holzschneider und Maler, in Binningen geboren
- Kurt Baldinger (1919–2007), romanistischer Linguist, in Binningen geboren
- Othella Wydler-Dallas (1925–2020), Tänzerin, auf dem Friedhof St. Margarethen Nord bestattet
- Hanni Salathé (1926–2012), Bildhauerin, in Binningen geboren
- Robert F. Schloeth (1927–2012), Zoologe, in Binningen aufgewachsen und hier auch seine letzten Lebensjahre verbracht
- Peter-Lukas Graf (* 1929), Flötist, lebt in Binningen
- Peter Monteverdi (1934–1998), Autobauer, in Binningen geboren
- Hans Fünfschilling (* 1940), FDP-Ständerat 1999 bis 2007, lebt in Binningen
- René C. Jäggi (* 1948), Unternehmer, lebte in Binningen
- Claude Janiak (* 1948), Anwalt, Politiker (SP), Nationalratspräsident 2006
- Claude Cueni (* 1956), Schriftsteller, lebte in Binningen (heute Allschwil)
- Martin Senn (1957–2016), Versicherungsmanager, in Binningen geboren
- Bernhard Heusler (* 1963), Präsident des FC Basel 1893
- Martin Stingelin (* 1963), Germanist und Professor
- Rahel Bänziger (* 1966), Einwohnerrätin und Gemeinderätin Binningen, Landrätin (Grüne)
- Markus Gerber (* 1975), Sportwissenschaftler und Hochschullehrer
- Anja Becher (* 1977), Schauspielerin
- Oumar Kondé (* 1979), Fussballspieler
- Fidan Aliti (* 1993), kosovarisch-schweizerischer Fussballspieler
- Vincent Gross (* 1996), Sänger
- Noah Okafor (* 2000), Fussballspieler
- Albian Hajdari (* 2003), Fussballspieler
- Griot, Rapper